# پیکولینات کروم (III)
پیکولینات کروم(III) (به انگلیسی: Chromium(III) picolinate) با فرمول شیمیایی Cr(C۶H۴NO۲)۳ یک ترکیب شیمیایی با شناسه پاب‌کم ۱۵۱۹۳۲ است. که جرم مولی آن ۴۱۸٫۳۳ g/mol می‌باشد. 
این ماده معدنی در دو نوع سه و شش ظرفیتی وجود دارد. 
کروم سه ظرفیتی در غذاها و مکمل ها یافت می شود و ایمن است، اما نوع شش ظرفیتی آن خطرناک است و در آلودگی های صنعتی دیده می شود. 
جذب کروم در روده بسیار کم است و کمتر از 2/5 درصد کروم مواد غذایی جذب می شود. 
کروم پیکولینات نوعی کروم است که جذب بهتری دارد و به همین دلیل این فرم در مکمل ها بیش تر استفاده می شود 
این ماده معدنی بخشی از مولکولی به نام کرومودولین است که به عملکرد هورمون انسولین کمک می کند. هورمون انسولین توسط پانکراس ترشح می شود و در سوخت و ساز کربوهیدرات، چربی و پروتئین اهمیت دارد 
علیرغم اثرات مفید کروم بر افراد دیابتی، تاثیر کروم بر مقاومت به انسولین در افراد چاق غیردیابتی تایید نشده است. 
به نظر می رسد اثربخشی مکمل های کروم در افراد دیابتی به ویژه در افرادی که قند خون بالاتری و حساسیت به انسولین کمتری دارند، بیشتر است 
در دوزهای متداول، عوارض جانبی نادر است، اما مقادیر بالای کروم پیکولینات می تواند رادیکال های آزاد هیدروکسیل در بدن تولید کند که باعث آسیب به بدن می گردد. 
در مطالعه ای مصرف 1200 تا 2400 میکروگرم کروم پیکولینات در روز، باعث ایجاد مشکلات کلیوی جدی شد. 
توصیه می شود افرادی که مشکلات کبدی و کلیوی دارند، حتماً با نظارت پزشک از مکمل های حاوی کروم استفاده نمایند.